# Hebreos Unidos de Ocala
Los Hebreos Unidos de Ocala es un antiguo edificio histórico de sinagoga judía reformista ubicado en 729 NE 2nd Street, en el distrito histórico del parque Tuscawilla de Ocala, condado de Marion, Florida, en los Estados Unidos. El edificio fue utilizado como sinagoga desde 1888 hasta 1976. Posteriormente se utilizó como lugar de culto cristiano.

## Historia judía
El histórico edificio gótico carpintero se terminó de construir en 1888 y fue una de las primeras sinagogas de Florida. El edificio es una propiedad que contribuye al Distrito Histórico del Parque Tuscawilla. Es una de las sinagogas más antiguas de Estados Unidos.La congregación se fundó en 1873 y, desde 1963, se conoce como Temple B'nai Darom . En 1975, una nueva congregación, Temple Beth Shalom, se separó de la congregación original, aproximadamente al mismo tiempo que Temple B'nai Darom comenzó a celebrar sus cultos en 49 Banyan Course en Silver Springs Shores. En 2016, se propuso la fusión de ambas congregaciones. Sin embargo, la propuesta se estancó.
Desde 2018, Temple B'nai Darom celebra sus cultos en 7465 SW 38th Street. Desde 2022, Temple Beth Shalom celebra sus cultos en 6140 SW 78th Avenue Road, habiendo celebrado anteriormente sus cultos en 8th Avenue en Ocala.  Su edificio, llamado Ocala Tree of Life Sanctuary, es un lugar de culto interreligioso para Temple Beth Shalom y la Primera Iglesia Congregacional Unida de Cristo.

## Adaptación de edificios
En 1978, la congregación vendió el edificio histórico en la calle 2 y fue utilizado inicialmente por la Capilla Bíblica de Ocala, una congregación cristiana no confesional. La congregación utilizó el edificio histórico hasta 2011 y, desde entonces, ha celebrado sus cultos en un edificio ubicado en 2810 NE 14th Street en Ocala.  En 2011, el edificio histórico fue vendido a la Iglesia Bautista Buenas Nuevas de Ocala, una congregación cristiana pentecostal de los bautistas, que forma parte de la Red Bautista Buenas Nuevas.  Esta congregación se reunía en 5600 SE 24th Street, en Ocala.